# 曾碧漪
曾碧漪（1907年—1997年3月29日）女，原名曾昭慈，广东南雄人，中国工农红军将领古柏的夫人。

## 生平
1923年就读于广东甲种工业学校。同年，加入中国共产主义青年团、参加妇女解放协会。1926年担任中国国民党南雄县党部妇女部长，兼任县农协妇委书记、广东妇女解放协会南雄分会特派员。1928年到江西寻乌任县委妇委书记、县苏维埃妇女部长。1929年到1933年，任毛泽东的机要文书、秘书。并先后担任红一方面军总前委秘书、保管科、文书科科长，江西省苏维埃政府内务部秘书，中华苏维埃共和国中央政府粮食部调查统计局局长。红军长征后，她被留在中央苏区。
1949年后，先后在中国红十字总会、中央纪律检查委员会、中国革命博物馆、中共中央组织部工作。
1997年3月29日，曾碧漪在北京病逝。

## 家庭
- 兄：曾昭秀
- 丈夫：古柏